# Sportivul anului în RDG
Între anii 1953 - 1989 se acorda aproape anual în Republica Democrată Germană, titlul "Sportivul anului din RDG". Titlul era acordat de cititorii ziarului "Junge Welt" spre deosebire de RFG unde titlul era acordat deja din anul 1974 de jurnaliștii sportivi.
Titlul a fost acordat în  RDG :
- de 9 ori ciclistului Täve Schur
- de 7 ori înotătorului Roland Matthes
- de 5 ori atletei Marita Koch
- de 4 ori maratonistului Waldemar Cierpinski, cicliștilor Bernd Drogan și Olaf Ludwig, gimnastei Karin Janz și înotătoarei Kristin Otto.

| Sportivul anului din RDG |                       |                      |
| Anul                     | Sportivul             | Sportiva             |
| 1989                     | Andreas Wecker        | Kristin Otto         |
| 1988                     | Olaf Ludwig           | Kristin Otto         |
| 1987                     | Torsten Voss          | Silke Möller         |
| 1986                     | Olaf Ludwig           | Heike Drechsler      |
| 1985                     | Jens Weißflog         | Marita Koch          |
| 1984                     | Uwe Hohn              | Katarina Witt        |
| 1983                     | Uwe Raab              | Marita Koch          |
| 1982                     | Bernd Drogan          | Marita Koch          |
| 1981                     | Lothar Thoms          | Ute Geweniger        |
| 1980                     | Waldemar Cierpinski   | Maxi Gnauck          |
| 1979                     | Bernd Drogan          | Marita Koch          |
| 1978                     | Udo Beyer             | Marita Koch          |
| 1977                     | Rolf Beilschmidt      | Rosemarie Ackermann  |
| 1976                     | Waldemar Cierpinski   | Kornelia Ender       |
| 1975                     | Roland Matthes        | Kornelia Ender       |
| 1974                     | Hans-Georg Aschenbach | Kornelia Ender       |
| 1973                     | Roland Matthes        | Kornelia Ender       |
| 1972                     | Wolfgang Nordwig      | Karin Janz           |
| 1971                     | Roland Matthes        | Karin Balzer         |
| 1970                     | Roland Matthes        | Erika Zuchold        |
| 1969                     | Roland Matthes        | Petra Vogt           |
| 1968                     | Roland Matthes        | Margitta Gummel      |
| 1967                     | Roland Matthes        | Karin Janz           |
| 1966                     | Frank Wiegand         | Gabriele Seyfert     |
| 1965                     | Jürgen May            | Hannelore Suppe      |
| 1964                     | Klaus Urbanczyk       | Ingrid Krämer-Gulbin |
| 1963                     | Klaus Ampler          | Ingrid Krämer-Gulbin |
| 1962                     | Helmut Recknagel      | Ingrid Krämer-Gulbin |
| 1961                     | Täve Schur            | Ute Starke           |
| 1960                     | Täve Schur            | Ingrid Krämer        |
| 1959                     | Täve Schur            | Gisela Birkemeyer    |
| 1958                     | Täve Schur            | Karin Beyer          |
| 1953 - 1957              | Täve Schur            | --                   |